# Chuck Norris
Carlos Ray "Chuck" Norris (Ryan, 10 de março de 1940) é um artista marcial, ator, produtor de cinema e roteirista americano. Depois de servir na Força Aérea dos Estados Unidos, começou a tornar-se conhecido como praticante de artes marciais. Em 1990, fundou a sua escola de artes marciais, Chun Kuk Do, e em 2005, a World Combat League (WCL), uma competição de combate por equipes.
Norris apareceu em numerosos filmes de acção, como Way of the Dragon (1972), em que contracena com Bruce Lee, Lone Wolf McQuade (1983) com David Carradine, na trilogia Missing in Action e em The Delta Force (1986) com Lee Marvin. Foi a estrela maior da empresa The Cannon Group, e o actor principal da série de televisão Walker, Texas Ranger, exibida de 1993 a 2001.
Norris é um cristão devoto e politicamente conservador. Escreveu vários livros sobre o Cristianismo e doou a várias causas e candidatos republicanos. Também já participou em vários anúncios televisivos para promover o estudo da Bíblia e a oração nas escolas públicas. Entre 2007 e 2008, fez campanha para o ex-governador do Arkansas, Mike Huckabee, que participou também para a nomeação de candidato a presidente em 2008. Norris é também um cronista para o website conservador WorldNetDaily.
Também é conhecido pelas suas contribuições a várias organizações não-governamentais, tanto na forma de doações como em actividades para recolha de fundos. Em 1990 criou a United Fighting Arts Federation (UFAF) e a KickStart, programas que promovem o estudo das artes marciais entre as crianças em risco, como táctica para as afastar do mundo das drogas. Desde 2005 que Chuck Norris é amplamente associado a um meme da Internet que documenta características e proezas fictícias, muitas vezes absurdas, associadas a ele.

## Vida inicial
Carlos Ray Norris nasceu na cidade de Ryan, estado de Oklahoma, nos Estados Unidos, filho de Wilma Scarberry e Ray Norris, um camionista, motorista de autocarro e mecânico. Norris tem ascendência inglesa, e em menor quantidade, escocesa, galesa e alemã; também se diz que tem raízes Cherokee. Norris recebeu o nome a partir de Carlos Berry, o ministro do seu pai. Tem dois irmãos mais novos, Wieland (falecido) e Aaron, um produtor de Hollywood. Quando Norris tinha dezesseis anos, os seus pais divorciaram-se, tendo ido depois viver com a sua mãe e irmãos para Prairie Village, Kansas e de seguida para Torrance, na Califórnia.
Chuck descreve a sua infância como apática, de corpo não-atlético, tímido e com um desempenho medíocre na escola.
Alistou-se na Força Aérea dos Estados Unidos em 1958, e foi enviado para a base aérea de Osan, na Coreia do Sul. Foi lá que ganhou o apelido "Chuck" e começou a treinar Tang Soo Do (tangsudo), um interesse que o levou a atingir o cinturão negro naquela arte, e a fundar a forma chun kuk do ("Caminho Universal"). Quando regressou aos Estados Unidos, continuou a servir como polícia militar (AP) na Base March Air Reserve, Califórnia.
Norris foi dispensado do serviço militar em 1962. Trabalhou para a empresa Northrop Corporation e abriu uma cadeia de escolas de Karaté, incluindo uma em Torrance. A sua página oficial tem uma lista de celebridades que foram alunos das suas escolas; entre eles Steve McQueen, Chad McQueen, Bob Barker, Priscilla Presley, Donny Osmond e Marie Osmond.

## Carreira de artes marciais

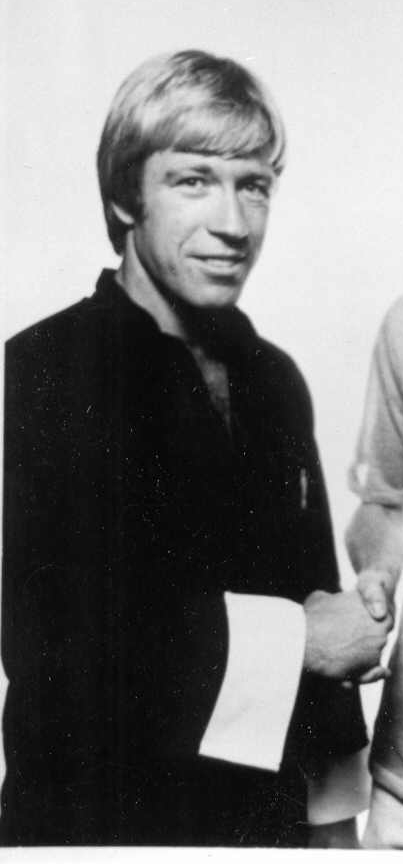
Norris em 1976.

Norris começou a sua carreira em 1964, num pequeno torneio em Salt Lake City, Utah. Foi derrotado nos seus dois primeiros torneios, com as decisões a cair para Joe Lewis e Allen Steen, e três combates no Campeonato Internacional de Karate, para Tony Tulleners. Em 1967, Norris já tinha melhorado consideravelmente e venceu combates contra Lewis, Skipper Mullins, Arnold Urquidez, Vic Moore, Ron Marchini e Steve Sanders. Norris tornou-se então duas vezes consecutivas vencedor do Torneio All American's. Henry Cho, em 1967 e 1968. Em 1968, Norris sofreu a décima e última derrota da carreira, perdendo uma decisão virada para Louis Delgado. A 24 de Novembro de 1968, vinga-se da derrota de Delgado e ao fazê-lo ganhou o título mundial de Campeão Profissional de Karatê de Pesos-Médios, estatuto que manteve por seis anos consecutivos.
Em 1969 ganhou a Coroa Tripla de Karatê, atribuída por ter o maior número de torneios vencidos do ano. A revista Black Belt, que cobre artes marciais e desportos de combate, atribuiu a Norris os prêmios de ‘Lutador do Ano’ em 1968, ‘Instrutor do Ano’ em 1975, ‘Homem do Ano’ em 1977 e ‘Fighting Stars Editor's Award’ em 1979.
A carreira competitiva de Chuck Norris acabou em 1974. Apesar de várias opiniões divergentes, o seu recorde em torneios está estimado em 183 vitórias, 10 derrotas e 2 empates. Ganhou pelo menos trinta torneios.
Norris fez história em 1990, quando foi o primeiro ocidental descrito na história documentada do Tae Kwon Do a quem foi dado o Cinturão Preto de Grande Mestre de 8º Grau. Em 1999, Norris foi introduzido na Martial Arts History Museum's Hall of Fame. A 1 de Julho de 2000, foi dado a Norris o Golden Lifetime Achievement Award pela World Karate Union Hall of Fame.

## Chun Kuk Do
Em 1990 Norris criou a Chun Kuk Do, uma arte marcial que é baseada principalmente em Tang Soo Do e inclui elementos de todos os estilos de combate que ele conhece. Como muitas outras artes marcias, Chun Kuk Do inclui um código de honra, regras de conduta e um sistema de oito cinturões. Tais regras são do código pessoal de Norris. Chun Kuk Do inclui as formas hyung da Coreia e a kata japonesa. A maioria das formas são adaptadas a partir do Tang Soo Do e do Karaté tradicional.
Existem 90 escolas de Chun Kuk Do nos EUA, México, Noruega e Paraguai. Espera-se um crescimento na América do Sul e Europa. O Chun Kuk Do já promoveu cerca de 2 300 cinturões pretos, e tem 3 000 membros ativos mundialmente.

## Carreira de ator

### Até à fama

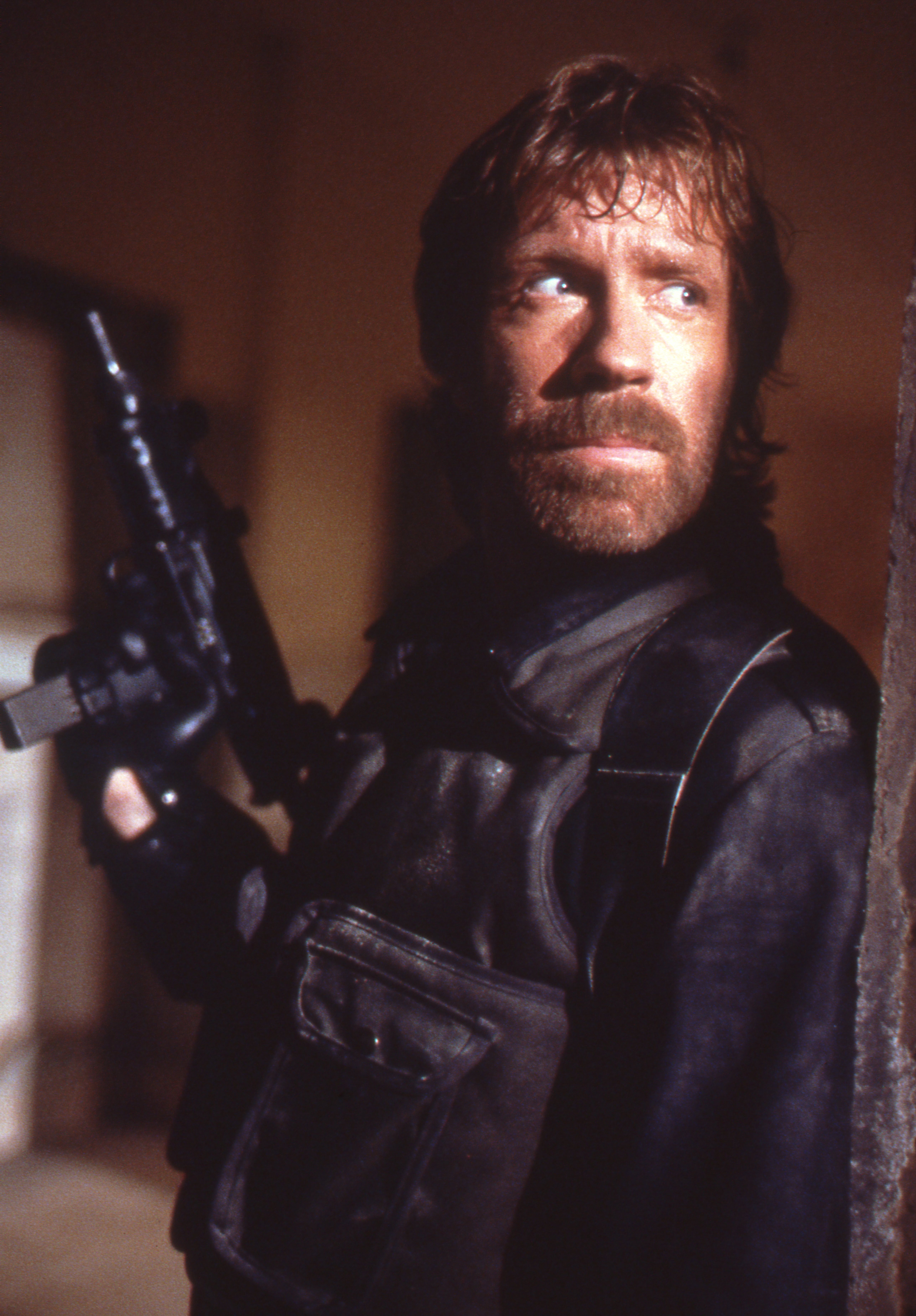
Norris em The Delta Force (1986).

A estreia de Norris como actor foi em 1969 num filme de Dean Martin, The Wrecking Crew. Em Junho de 1970, o seu irmão mais novo Wieland, morreu no Vietname enquanto patrulhava na defesa da base Ripcord. Norris dedicou os seus filmes Missing in Action ao seu irmão.
Norris conheceu Bruce Lee, numa demonstração de artes marciais em Long Beach. Em 1972, participou como o nemesis de Lee em Way of the Dragon, filme que é amplamente reconhecido como o responsável por o ter lançado para o estrelato. Na Ásia, Norris é ainda conhecido principalmente pelo papel que desempenhou nesse filme. Em 1974, McQueen encorajou-o a ter aulas de representação na Metro-Goldwyn-Mayer.
A estreia como actor principal foi em 1977 no filme Breaker! Breaker!, e em filmes subsequentes como Good Guys Wear Black (1978), The Octagon (1980), Ajuste de Contas (1981) e Lone Wolf McQuade, provando a sua crescente receita de bilheteira. Em 1984, Norris fez Missing in Action, o primeiro de uma série de filmes inspirados em fantasias de salvamento de prisioneiros de guerra "estilo-Rambo", baseado nos desaparecidos em combate da guerra do Vietname. Missing in Action foi realizado por Joseph Zito e produzido pelos primos israelitas Menahem Golan e Yoram Globus, lançado sobre a marca Cannon Films. No entanto, foi muito criticado, principalmente por tentar agarrar dinheiro devido à popularidade dos filmes Rambo.
Nos quatro anos seguintes, Norris tornou-se a estrela mais proeminente da Cannon, aparecendo em oito filmes, incluindo Code of Silence, único filme em que Norris foi bem aceite pela critica, The Delta Force e Firewalker, em que co-participou com Louis Gossett, Jr., vencedor de um Óscar da Academia. Muitos dos filmes mencionados foram produzidos pelo seu irmão Aaron Norris, assim como vários episódios de Walker, Texas Ranger. Em 1986, Norris esteve envolvido na produção da animação The Karate Kommandos da Ruby-Spears.

### Walker, Texas Ranger
No final da década de 1980, a Cannon Films tinha começado a perder a sua proeminência, e por conseguinte a aparência de estrela de Norris. Em 1990 voltou a fazer o seu papel em Delta Force 2: The Colombian Connection para a MGM, direitos que adquiriu depois da Cannon ter falido. Norris fez então mais alguns filmes antes de passar para a televisão, incluindo The Hitman (1991) e Sidekicks (1992). Em 1993, começou a produção da série de TV Walker, Texas Ranger, que durou oito anos na CBS e continuando por outros canais, mais notavelmente o Hallmark Channel.[carece de fontes?]
Norris fez novamente o seu papel de Cordell Walker em outubro de 2005, quando a CBS estreou o filme Walker, Texas Ranger: Trial by Fire no programa Sunday Night Movie of the Week. A produção era uma continuação para a série, e não um filme de reunião. Norris referiu que seria de esperar um futuro filme Walker, Texas Ranger; no entanto, tal não foi ao encontro da decisão da CBS de não voltar a fazer o programa Sunday Night Movie of the Week.[carece de fontes?]

## Vida pessoal
Norris casou com Dianne Holechek em 1958. Em 1963 nasceu o seu primeiro filho, Mike. Sua filha Dina nasceu em 1964 a partir de um caso extraconjugal. Mais tarde em 1965, teve com a sua esposa um segundo filho, Eric. Após 30 anos de casamento, Norris e Holechek divorciaram-se em 1988.[carece de fontes?]
Em novembro de 1998, casou-se com a ex-modelo Gena O'Kelley, nascida em 1963 e 23 anos mais nova que Norris. O casamento foi realizado por Lawrence Kennedy, que é destaque na autobiografia de Norris, Against All Odds: My Story. O'Kelley tinha dois filhos de um casamento anterior. Ambos tiveram gémeos em 2001: Dakota Alan Norris, um menino, e Danilee Kelly Norris, uma menina.
Em 22 de Setembro de 2004, Norris disse a Mary Hart, do programa televisivo Entertainment Tonight, que sua filha Dina foi o resultado de um caso extraconjugal. Só a conheceu quando ela fez 26 anos, embora ela aos 16 já sabia quem era o seu pai. Dina enviou uma carta para a sua casa informando-o da sua relação. Depois de a conhecer, Norris disse que assim que a viu sabia que ela era sua filha.
Um cristão convicto, Norris é autor de vários livros que têm como tema o cristianismo, como The Justice Riders. Também já participou em vários anúncios televisivos para promover o estudo da Bíblia e a oração nas escolas públicas, em adição a esforços para combater o uso de drogas. Nas suas colunas no website WorldNetDaily expressou a sua crença no criacionismo bíblico, que aqueles que têm problemas devem procurar Jesus, e que diz "verdadeiros patriotas", mas não é claro se com isso está a discutir religião ou política.
A 22 de Abril de 2008, Norris expressou o seu apoio ao movimento do design inteligente, quando fez a sua análise ao documentário de Ben Stein, Expelled.
Em Fevereiro de 2010 na sua crônica em WorldNetDaily, Norris anunciou que no final desse ano iria começar uma nova crónica para o Creators Syndicate. Com o nome "C-Force", a crónica foca-se nos treinos físicos pessoais.
Em sua primeira experiência com o Jiu-jítsu brasileiro, ocasião em que passava férias no Rio de Janeiro, Norris revela que foi "apagado" pelo mestre Hélio Gracie. Recebeu a faixa preta em Jiu-jítsu brasileiro dos irmãos Machado, em 2015.

## Ativismo

### Filantropia

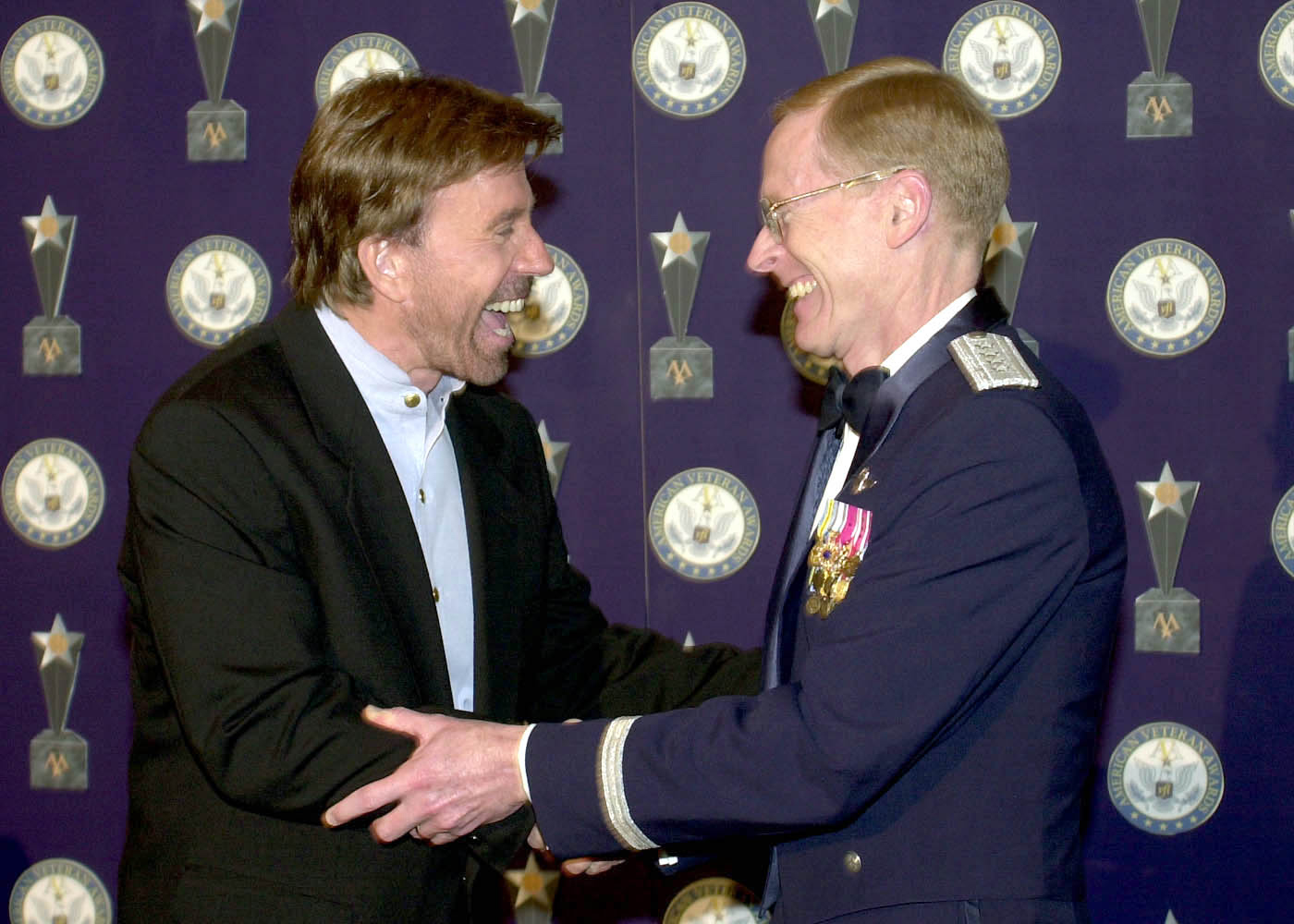
Norris a receber o prémio “Veterano do Ano” em 2001.

Norris é conhecido pelas suas contribuições a várias organizações como a Funds for Kids, Veteran's Administration National Salute to Hospitalized Veterans, a United Way, e a Fundação Make-A-Wish, tanto na forma de doações como em actividades para recolha de fundos.
O seu tempo como porta-voz na Administração dos Veteranos dos Estados Unidos, foi inspirado pela experiência que teve ao servir pela United States Air Force na Coreia. O seu objectivo é popularizar temas como as pensões e os cuidados de saúde que preocupam os veteranos de guerra hospitalizados. Devido às suas contribuições significantes e ao seu patriotismo, recebeu em 2001 o prémio “Veterano do Ano” durante o evento dos Prémios dos Veteranos Americanos.
Em 1990 Norris fundou a United Fighting Arts Federation (UFAF) e a KickStart (ex-“Kick Drugs Out of America”). Como parte significante das suas contribuições filantrópicas, a organização foi criada para melhorar a autoestima e o foco das crianças e jovens em risco treinando-os nas artes marciais, como táctica para as afastar do mundo da droga. Norris espera que com este esforço positivo e de fortalecimento, estas crianças tenham a oportunidade de construir um futuro melhor para si.
Em 2005 fundou a World Combat League (WCL), uma competição de combate por equipas, em que parte das receitas é atribuída ao seu programa KickStart.
Adicionalmente, Norris suporta a Fundação Vijay Amritraj, que visa dar esperança, ajuda e cura para os indefesos e inocentes, vítimas da doença, da tragédia e da má circunstância na Índia. Através das suas doações, ajudou a Fundação a suportar casas de acolhimento pediátrico para doentes de HIV/AIDS em Delhi, uma escola para cegos em Karnataka, e uma missão que cuida de adultos infectados com HIV/AIDS e doentes mentais em Cochin.

### Visão politica

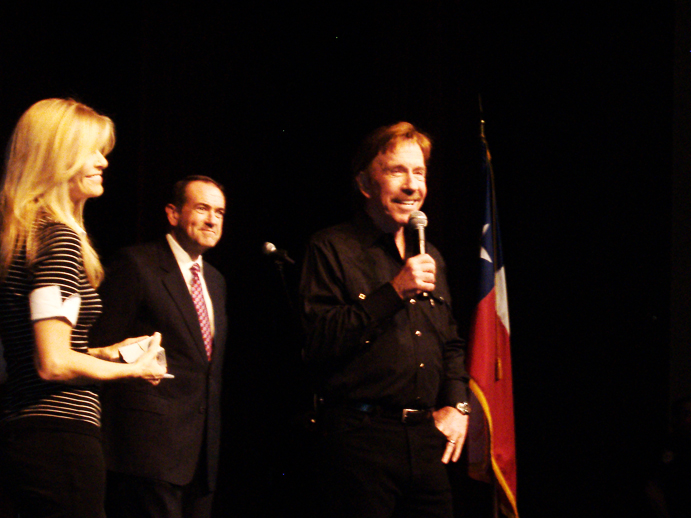
Em 2008, com a sua esposa e o ex-candidato presidencial Mike Huckabee.

Norris é Republicano, e desde 1988, já doou mais de $ 32 000 a organizações e candidatos republicanos. Norris é apoiante do direito e posse de arma (ver: Política de armas nos Estados Unidos), e é contra a celebração do Dia do Silencio nas escolas públicas, um evento anual de apoio aos estudantes LGBT e aos direitos LGBT.
Em 2006, Norris começou a escrever crónicas para o website de matriz conservadora WorldNetDaily, partilhando as suas "reflexões sobre fé, família, liberdade, pátria, lealdade — e talvez até kickboxing."[carece de fontes?]
Em Outubro de 2007, Norris anunciou o seu apoio à candidatura do Governador do Arkansas a Presidente dos Estados Unidos da América, Mike Huckabee. Norris disse: 
«Acredito que o único homem que tem as caracteristicas necessárias para levar a América em frente para o futuro é o ex-Governador do Arkansas Mike Huckabee».[carece de fontes?]
Depois das eleições presidenciais de 2008, Norris escreveu uma carta ao presidente eleito, Barack Obama, a afirmar que "usa e cita a Constituição […] protege a vida Americana […] aprende com os erros dos seus antecessores Democráticos […] [e] lidera mais a partir do centro".
A 18 de novembro de 2008, Norris tornou-se um dos primeiros membros do mundo do espectáculo a expressar apoio à Proposição Californiana 8, para banir o casamento entre pessoas do mesmo sexo, e repreendeu os activistas por "interferirem" com o processo democrático e o padrão duplo, que percebeu ao criticar a Igreja LDS sem criticar os afro-americanos, que votaram a favor da medida por uma larga margem.
Durante as eleições presidenciais de 2012, Norris começou por recomendar Ron Paul, e mais tarde Newt Gingrich como o candidato republicano a presidente. Depois de Gingrich suspender a sua campanha em Maio de 2012, Norris começou a apoiar o nomeado Mitt Romney, isto de anteriormente Norris ter acusado Romney de ter mudado de ideal e por tentar comprar a nomeação para ser o candidato do Partido Republicano para as eleições de 2012.
Na véspera das eleições, ele e a sua esposa Gina fizeram um vídeo a avisar que se os evangélicos não fossem votar ou se votassem em Obama, "[...] o nosso país tal como o conhecemos poderá ficar perdido para sempre [...]".
Norris produziu o filme Answering the Call, que mostra a sua viagem de 2007 ao Iraque para visitar as tropas.

## Promoções comerciais
Norris aparece com Christie Brinkley numa longa série de anúncios informativos de televisão por cabo, a promover o Total Gym, um equipamento caseiro de treino pessoal.
Em 2010, apareceu em publicidade para a companhia de telecomunicações T-Mobile na República Checa. Em 2011, fez um anúncio promocional para o videojogo World of Warcraft, e em 2012, apareceu numa série de anúncios para o banco polaco BZ WBK.

## Honras

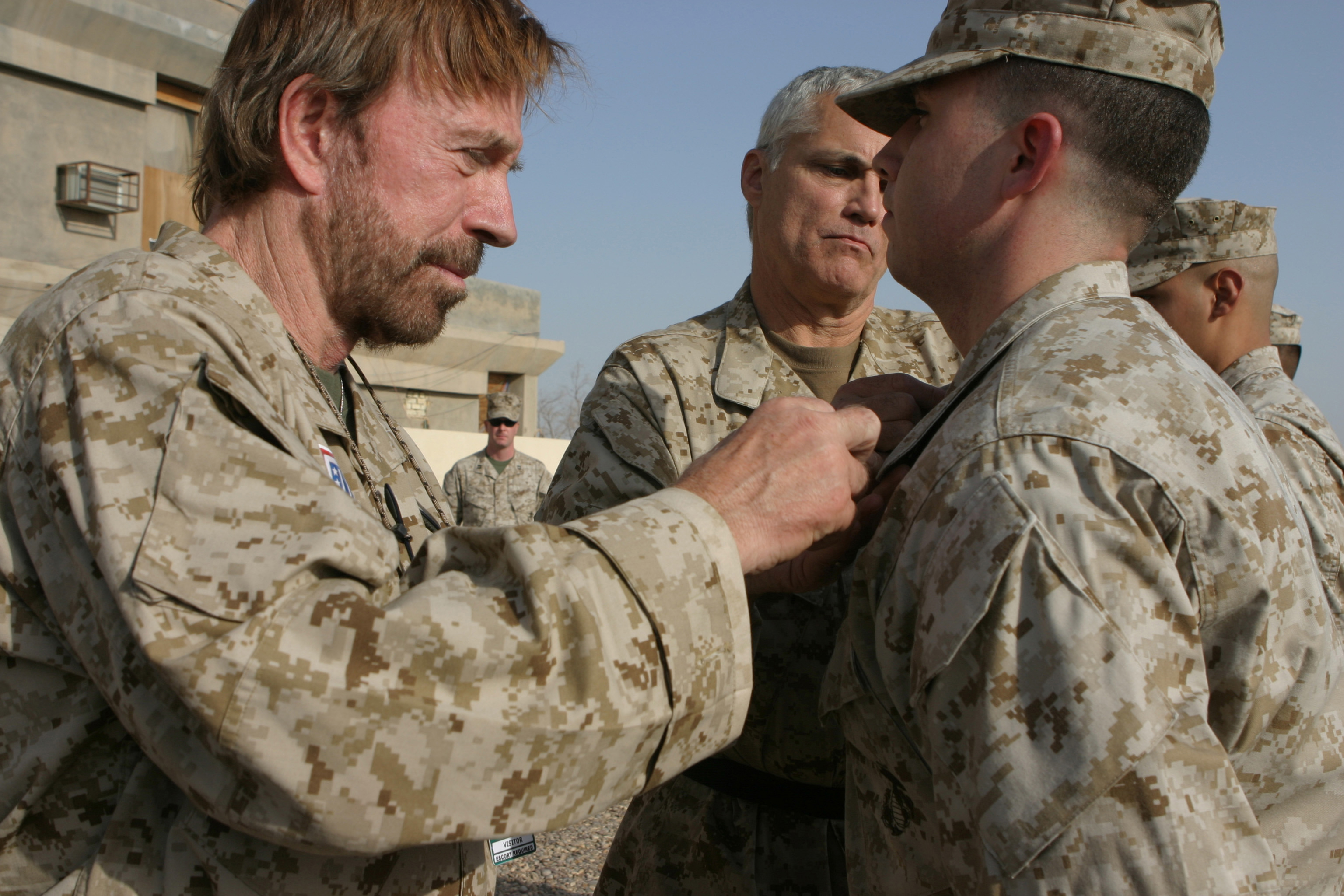
Em 2006, durante uma cerimónia de promoção no Campo Taqaddum, na província de Ambar, Iraque.

Em 2007, o Comandante Gen. James T. Conway fez de Norris um United States Marine honorário durante um jantar na sua residência em Washington, D.C.
Em 2008 foi-lhe dado o titulo honorário de doutoramento em humanidades pela Universidade Liberty.

Em 2010, ele e o seu irmão Aaron, foi-lhes dado o titulo honorário de Ranger do Texas pelo Governador Rick Perry.

## Memede Internet
No final de 2005, Norris tornou-se objecto de um meme irónico da Internet conhecido como "Chuck Norris Facts", que documenta proezas e características fictícias, muitas vezes absurdas, associadas a ele. Norris já escreveu no seu website sobre a paródia, dizendo que não se sente ofendido e que por vezes até os acha engraçados, afirmando que o seu favorito é aquele que houve alguém que queria colocar a sua face no Monte Rushmore, mas o granito não é suficientemente forte para a sua barba. Atualmente na sua página oficial aparecem aleatoriamente “factos” retirados do "Chuck Norris Facts".
Em 2007, a Gotham Books, a divisão adulta da Penguin USA, editou um livro baseado no Chuck Norris Facts, com o título The Truth About Chuck Norris: 400 facts about the World's Greatest Human. Em 2007 Norris criou uma acção judicial contra a Penguin USA e ao autor Ian Spector afirmando "violação de marca registada, enriquecimento injusto e o direito à privacidade". Norris desistiu da queixa em Maio do ano seguinte.

## Filmografia
| Ano       | Titulo                                  | Papel                                       | Notas                           |
| --------- | --------------------------------------- | ------------------------------------------- | ------------------------------- |
| 1968      | The Wrecking Crew                       | Homem na casa dos 7 Joys                    | não creditado                   |
| 1970      | Room 222                                | Como si próprio/Instrutor de Karate         | ep. 2x10                        |
| 1972      | Way of the Dragon                       | Colt                                        |                                 |
| 1973      | The Student Teachers                    | Instrutor de Karate                         | papel pequeno                   |
| 1974      | Slaughter in San Francisco              | Chuck Slaughter                             |                                 |
| 1977      | Breaker! Breaker!                       | John David "J.D." Dawes                     |                                 |
| 1978      | Good Guys Wear Black                    | John T. Booker                              |                                 |
| 1979      | A Force of One                          | Matt Logan                                  |                                 |
| 1980      | The Octagon                             | Scott James                                 |                                 |
| 1981      | Ajuste de Contas                        | Sean Kane                                   |                                 |
| 1982      | Silent Rage                             | Sheriff Dan Stevens                         |                                 |
| 1982      | Forced Vengeance                        | Josh Randall                                |                                 |
| 1983      | Lone Wolf McQuade                       | Ranger J.J. McQuade                         |                                 |
| 1984      | Missing in Action                       | Col. James Braddock                         |                                 |
| 1985      | Missing in Action 2: The Beginning      | Col. James Braddock                         |                                 |
| 1985      | Code of Silence                         | Eddie Cusack                                |                                 |
| 1985      | Invasion U.S.A.                         | Matt Hunter                                 |                                 |
| 1986      | The Delta Force                         | Major Scott McCoy                           |                                 |
| 1986      | The Karate Kommandos                    | Como ele próprio/Lider dos Karate Kommandos | série de animação televisiva    |
| 1986      | Firewalker                              | Max Donigan                                 |                                 |
| 1988      | Hero and the Terror                     | Danny O'Brien                               |                                 |
| 1988      | Braddock: Missing in Action III         | Col. James Braddock                         |                                 |
| 1990      | Delta Force 2: The Colombian Connection | Col. Scott McCoy                            |                                 |
| 1991      | The Hitman                              | Cliff Garret/Danny Grogan                   |                                 |
| 1992      | Sidekicks                               | Como ele próprio                            |                                 |
| 1993-2001 | Walker, Texas Ranger                    | Ranger Cordell Walker                       | Série de TV                     |
| 1994      | Hellbound                               | Frank Shatter                               |                                 |
| 1995      | Top Dog                                 | Jake Wilder                                 |                                 |
| 1996      | Forest Warrior                          | Jedidiah McKenna                            |                                 |
| 1998      | Logan's War: Bound by Honor             | Jake Fallon                                 | Filme de TV                     |
| 1999      | Sons of Thunder                         | Cordell Walker                              | Série de TV / estrela convidada |
| 2000      | Martial Law                             | Cordell Walker                              | ep. 2x16 (estrela convidada)    |
| 2000      | The President's Man                     | Joshua McCord                               | Filme de TV                     |
| 2002      | The President's Man: A Line in the Sand | Joshua McCord                               | Filme de TV                     |
| 2003      | Bells of Innocence                      | Matthew (um Anjo)                           |                                 |
| 2003      | Yes, Dear                               | Como ele próprio/Cordell Walker             | 4x09 (estrela convidada)        |
| 2004      | Dodgeball: A True Underdog Story        | Como ele próprio                            | Breve aparição                  |
| 2005      | Walker, Texas Ranger: Trial by Fire     | Ranger Cordell Walker                       | Filme de TV                     |
| 2005      | The Cutter                              | John Shepherd                               |                                 |
| 2009      | Birdie & Bogey                          |                                             | produtor                        |
| 2012      | The Expendables 2                       | Booker                                      |                                 |
| 2015      | The Finisher                            |                                             | pré-produção                    |